# Federico Serra Mirás
Federico Serra Mirás (Buenos Aires, 3 de octubre de 1979) es un empresario y jugador argentino de rugby que se desempeña como fullback.

## Selección nacional
Fue convocado a los Pumas por primera vez en abril de 2003 para enfrentar a los Cóndores y disputó su último partido en junio de 2008 contra el XV del Cardo. En total jugó diez partidos y marcó 26 puntos.

### Participaciones en Copas del Mundo
Participó de la histórica Copa del Mundo de Francia 2007, donde fue suplente de Ignacio Corleto y por lo que solo jugó un partido; ante Namibia por la fase de grupos.
| Mundial                       | Sede    | Resultado     | PJ | Tries |
| ----------------------------- | ------- | ------------- | -- | ----- |
| Copa Mundial de Rugby de 2007 | Francia | Tercer puesto | 1  | 0     |

## Palmarés
- Campeón del Sudamericano de Rugby A de 2003 y 2006.
- Campeón del Torneo Nacional de Clubes de 2006 y 2008.
- Campeón del Top 12 de la URBA de 1999, 2002, 2003, 2004, 2010 y 2011.